# چارلز بامستد
چارلز بامستد (انگلیسی: Charles Bumstead; ۸ ژانویهٔ ۱۹۲۲ – ۶ مهٔ ۱۹۷۴) بازیکن فوتبال اهل بریتانیا بود.
از باشگاه‌هایی که در آن بازی کرده‌است می‌توان به باشگاه فوتبال کریستال پالاس، باشگاه فوتبال بدفورد تاون، و باشگاه فوتبال میلوال اشاره کرد.